# 瓦西讷 (上马恩省)
瓦西讷（法語：Voisines，法語發音：[vwazin] ⓘ）是法国上马恩省的一个市镇，属于朗格勒区。

## 地理
瓦西讷（47°51'33"N, 5°11'1"E）面积19.08 平方千米，位于法国大東部大區上马恩省，该省份为法国东北部内陆省份，北起马恩省和默兹省，西接奥布省，西南接科多尔省，东南接上索恩省，东临孚日省。
与瓦西讷接壤的市镇（或旧市镇、城区）包括：欧布里沃、库尔塞勒昂蒙塔涅、马多尔、奥尔芒塞、罗什塔耶、圣谢尔格、沃邦。

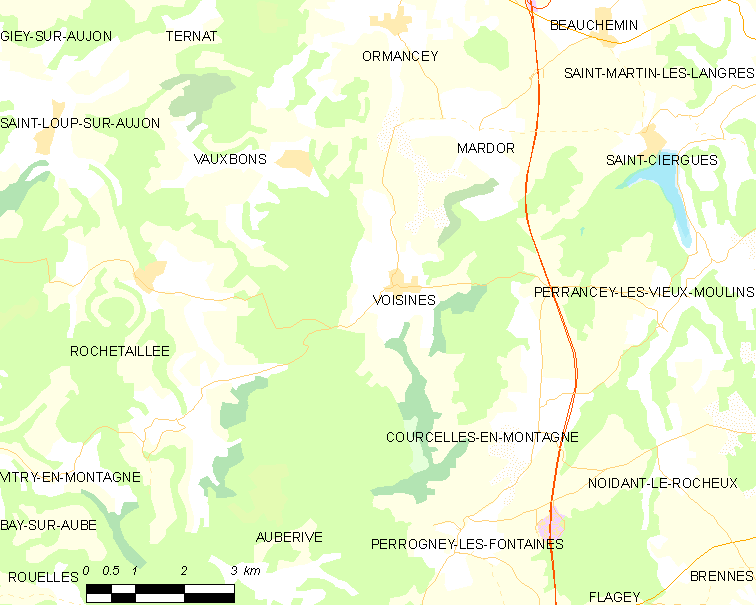
的OSM定位图

瓦西讷的时区为UTC+01:00、UTC+02:00（夏令时）。

## 行政
瓦西讷的邮政编码为52200，INSEE市镇编码为52545。

## 政治
瓦西讷所属的省级选区为维勒居西安勒拉克县。

## 人口

1962-2008年间人口变化图示

瓦西讷于2022年1月1日时的人口数量为102人。